# Jamille Boatswain
Jamille Boatswain (sinh ngày 30 tháng 9 năm 1993) là một cầu thủ bóng đá người Trinidad và Tobago thi đấu ở vị trí tiền đạo cho đội bóng Honduras Honduras Progreso và đội tuyển quốc gia Trinidad và Tobago.

## Sự nghiệp quốc tế
Boatswain ra mắt quốc tế ngày 10 tháng 3 năm 2017 trong trận giao hữu với Barbados. Sau khi vào sân ở phút 33, anh ghi 2 bàn trước khi bị thay ra ở phút 62. Theo luật của FIFA, anh vào sân từ ghế dự bị nhưng không kết thúc trận đấu nên không tính là một lần ra sân. Vì vậy, sau trận đấu, thống kê quốc tế của anh là 2 bàn thắng và 0 trận đấu.

### Bàn thắng quốc tế
Tỉ số và kết quả liệt kê bàn thắng của Trinidad và Tobago trước.
| #  | Ngày                 | Địa điểm                                           | Đối thủ  | Tỉ số | Kết quả | Giải đấu |
| -- | -------------------- | -------------------------------------------------- | -------- | ----- | ------- | -------- |
| 1. | 10 tháng 3 năm 2017  | Sân vận động Ato Boldon, Couva, Trinidad và Tobago | Barbados | 1–0   | 2–0     | Giao hữu |
| 2. | 10 tháng 3 năm 2017  | Sân vận động Ato Boldon, Couva, Trinidad và Tobago | Barbados | 2–0   | 2–0     | Giao hữu |
| 3. | 12 tháng 11 năm 2017 | Sân vận động Ato Boldon, Couva, Trinidad và Tobago | Grenada  | 1–2   | 2–2     | Giao hữu |